# 228
228 (CCXXVIII) var ett skottår som började en tisdag i den julianska kalendern.

## Händelser

### Okänt datum
- Praetoriangardet dödar Domitius Ulpianus, en praetorianprefekt som har velat inskränka deras privilegier.
- Shahen Artashir I, slutför erövringen av Parterriket fyra år efter att ha etablerat det sasanidiska Perserriket.
- Slaget vid Jieting utkämpas i Kina.

## Avlidna
- Domitius Ulpianus, romersk jurist (mördad i ett upplopp)